# Inter de Milán (femenino)
El Football Club Internazionale Milano, conocido como Inter o por su nombre comercial Inter Women, es un club de fútbol femenino italiano de la ciudad de Milán, en Lombardía. Es la sección femenina del Inter de Milán. Fue fundado el 23 de octubre de 2018 y compite en la Serie A.

## Historia

### Asociación Deportiva Amateur Femenina del Inter de Milán
La sociedad nació en 2009 de la fusión de dos equipos del fútbol femenino de la provincia de Milán: el A.F.C. Le Azzurre de Abbiategrasso y el A.S.D. Femminile Romano de Corsico:
- El A.F.C. Le Azzurre nació en 1982. A partir de la temporada 2007-2008 cambia su nombre a A.C.F. Inter y disputa el campeonato regional de la Serie C. También en la siguiente temporada 2008-2009 juega en el campeonato de la Serie C.
- El A.S.D. Femminile Romano nació en 2006, fruto de una empresa que nació diez años antes. Jugó el campeonato de la Serie C en la temporada 2006-2007, terminando segundo. En la temporada siguiente, 2007-2008, ganó la Copa Lombardía y el campeonato Lombard Serie C. En la temporada 2008-2009 jugó en la Serie B.

En 2009 el A.C.F. Inter y el A.S.D. Femminile Romano femenino se fusionan y nace el A.S.D. Inter de Milán femenino, el cual participa en el campeonato de la Serie B 2009-2010.
En la temporada 2010-2011, terminó segunda en el grupo A de la Serie B, siendo ascendida a la Serie A2.
Al final de la temporada 2012-2013, el Inter de Milán, al ganar la Serie C de la Serie A2, obtiene el histórico ascenso a la Serie A. El entrenador Carmelo Malgeri estaba al frente del equipo. La temporada siguiente termina con un decimotercer puesto, que no es suficiente para escapar del descenso a la Serie B.
El 23 de octubre de 2018, con el campeonato de la Serie B ya iniciado, la presidenta de la FIGC, Gabriele Gravina, resolvió la atribución del título deportivo al recién creado Inter Femenino, de esta forma adquirió tanto el primer equipo como el equipo Primavera.

### Inter Women
La sección femenina del Inter nació oficialmente el 23 de octubre de 2018. El club nerazzurri, ya activo con su propio sector juvenil femenino desde hace algunos años, toma el título deportivo de la Asociación de Deportes Amateur del Inter de Milán, dando vida a la primera sección femenina en 110 años de historia. El equipo, conocido coloquialmente como Inter Femenino, toma su lugar en el campeonato nacional de la Serie B 2018-2019 del Inter de Milán, que ya había jugado los dos primeros partidos oficiales del torneo. El debut bajo la dirección del F.C. El Internazionale de Milán, el 28 de octubre, finaliza con un 2-0 en casa ante el Cittadella. El primer gol en la historia del Inter femenino lo marcó Fabiana Costi.
El club logró el ascenso a la Serie A consagrándose campeón de la segunda división en una temporada casi perfecta, con 64 puntos, 21 victorias y solo un empate. Era su temporada de debut y se consigue el ascenso a la Serie A cinco días antes del final del torneo y el primer puesto de la clasificación a falta de cuatro rondas, dejando atrás los octavos de final de la Copa de Italia, vencido en el primer derbi femenino de Milán.
El primer partido de las Nerazzurre en la Serie A, el 14 de septiembre de 2019 en casa contra el Verona, terminó con un empate 2-2. El primer gol en la máxima división, la Serie A Femenina, del Inter Femenino lo hace la francesa Julie Debever.  La primera victoria de la Serie A llegó la semana siguiente, el 21 de septiembre, 1-0 en Empoli. En el resto del campeonato, sin embargo, el equipo no logra mantenerse en la primera mitad de la clasificación y termina la primera temporada en la máxima categoría, cerrada temprano después de 16 días debido a la pandemia de COVID-19, en el séptimo lugar de la clasificación.

### Cronología
- 2009 - La Asociación Deportiva Amateur Femenina del Inter de Milán nació de la fusión del A.C.F. Inter (originalmente A.C.F. Le Azzurre) con el A.S.D. Femminile Romano.
- 2009-2010 - 5º en el grupo A de la Serie B; Primera ronda de la Copa de Italia.
- 2010-2011 - 2º en el grupo A de la Serie B y ascenso a la Serie A2; Primera ronda de la Copa de Italia.
- 2011-2012 - 3º en el grupo A de la Serie A2; Segunda ronda de la Copa de Italia.
- 2012-2013 - 1º en el grupo C de la Serie A2 y ascenso a la Serie A; Cuartos de final de la Copa de Italia.
- 2013-2014 - 13º en la Serie A y descenso a la Serie B; Cuartos de final de la Copa de Italia.
- 2014-2015 - 3º en el grupo B de la Serie B; Cuartos de final de la Copa de Italia.
- 2015-2016 - 3º en el grupo A de la Serie B; Dieciseisavos de final de la Copa de Italia.
- 2016-2017 - 2º en el grupo C de la Serie B; Octavos de final de la Copa de Italia.
- 2017-2018 - 2º del grupo B de la Serie B; Tercera ronda de la Copa de Italia.
- 23 de octubre de 2018 - Fecha de fundación del Football Club Internazionale Milano.
- 2018-2019 - 1° puesto en la Serie B. Ascendido a la Serie A. Octavos de final de la Copa de Italia.
- 2019-2020 - 7° en la Serie A.[17] Octavos de final de la Copa de Italia.
- 2020-2021 - 8° en la Serie A. Semifinales de la Copa de Italia.
- 2021-2022 - Participa en la Serie A. Participa en la Copa de Italia.

## Colores y símbolos

### Colores
El traje Inter femenino es idéntico al que lleva la selección masculina, y está compuesto por la tradicional camiseta con rayas verticales negras y azules, combinada con pantalón y calcetines negros.

### Símbolos oficiales

#### Escudo de armas
El emblema adoptado por el Inter Femenino es el mismo que utiliza la sección masculina desde 2021, compuesto por dos círculos concéntricos, negro y azul, que encierran el monograma I y M (Internazionale y Milano) en blanco.

#### Himno
El himno oficial del equipo se titula Solo hay Inter; fue compuesta por Elio e interpretada por Graziano Romani.

## Estadio
Inter Women juega sus partidos en casa en el Suning Youth Development Center en memoria de Giacinto Facchetti en Milán.
En la temporada 2017-2018 jugó en el Polideportivo Sedriano, mientras que en la temporada 2018-2019 en el Estadio Felice Chinetti en Solbiate Arno, en la provincia de Varese.

### Centro de entrenamiento
Las sesiones de formación diarias se llevan a cabo en el Suning Training Centre de Milán.

## Plantilla

### Capitanes
A continuación se muestra la lista de todos los jugadores que han llevado el brazalete de capitán.
- Regina Baresi (2018-2021)
- Lisa Alborghetti (2021-)

### Contribución a los equipos nacionales
Al 15 de enero de 2021, el Inter Femenino aportó 5 jugadoras a la selección italiana: la arquera Roberta Aprile, la defensora Beatrice Merlo, la mediocampista Flaminia Simonetti y las delanteras Gloria Marinelli y Stefania Tarenzi.

## Palmarés
| Competición nacional     | Títulos           | Subcampeonatos        |
| ------------------------ | ----------------- | --------------------- |
| Serie A2 (1)             | 2012-13 (grupo C) |                       |
| Serie B (1)              | 2018-19           | 2010-11, 2017-18. (2) |
| Campeonato Primavera (1) | 2018-19           | 2016-17. (1)          |

### Otros títulos juveniles
- Campeonato Nacional Sub-17: 1 (2017-18)
- Campeonato Nacional Sub-15: 1 (2017-18)
- Campeonato Regional Juvenil Femenino: 2 (2016-17; 2017-18)
- Trofeo CONI: 1 (2016)
- Torneo femenino S. Lucia: 1 (2016)
- Campeonato Nacional Sub-12 "Danone Nations Cup": 1 (2017-18)
- Copa de las Chicas: 1 (2016)